# Paratkina nigrifasciana
Paratkina nigrifasciana är en insektsart som beskrevs av Li et Wang 1992. Paratkina nigrifasciana ingår i släktet Paratkina och familjen dvärgstritar. Inga underarter finns listade i Catalogue of Life.